# Проспект Мира (Реутов)
Проспект Ми́ра — магистральная улица в северной части города Реутова.

## Расположение
Проспект Мира начинается от Ашхабадской улицы на перекрёстке с улицами Парковая и Победы. Пересекает улицу Гагарина, далее слева примыкают Советская улица, Садовый проезд и Проектируемый проезд № 6006. Заканчивается проспект выходом на автомагистраль Москва - Нижний Новгород.

## История
В 1881 году в фабричном посёлке Реутово появились Горенские (Серебряные) ворота, за которыми дорога шла к деревне Горенки, пересекая реку Серебрянку. Современный проспект был построен с 1963 по 1975 год. Ранее, в начале дороги, здесь была 2-я Парковая улица.

## Транспорт
- Железнодорожная станция Стройка — в конце улицы.
- Ближайшие станции метро — «Новогиреево» и «Новокосино».